# Australská prekambrická/kambrická impaktní struktura
Australská prekambrická/kambrická impaktní struktura je nepotvrzená impaktní struktura navrhovaná na základě argumentů předložených Danielem P. Connellym na setkání Geological Society of America. Centrum struktury se nachází přibližně v polovině vzdálenosti mezi Uluru (Ayers Rock) a Mount Conner v australském Severním teritoriu. Kráter by měl mít přibližně 600 km v průměru. Hypotetický nejvzdálenější prstenec má  průměr až 2000 km. Connelly tvrdí, že věk tohoto hypotetického kráteru je přibližně 545 milionů let, měl by být tedy mírně starší než kambrická exploze (542 milionů let). Aktuální geologické období fanerozoikum začalo asi před 540 miliony lety. Pokud se potvrdí, že je struktura skutečně impaktním kráterem, šlo by o největší kráter na světě.
Tato navrhovaná struktura je uvedena pouze jako třída 3 v databázi impaktních struktur Davida Rajmona. Rajmon výslovně uvádí, že tato navrhovaná impaktní struktura je vysoce spekulativní a založena na četných nepodložených interpretacích, včetně impaktního původu pseudotachylitů a údajných ložisek ejekty. Není uvedena jako potvrzená impaktní struktura ani v databázi impaktních událostí na Zemi vytvořené Planetary and Space Science Centre. Na tomto webu jsou uvedeny pouze události třídy 0, což značí potvrzené dopady.